# Verbandsgemeinde Thaleischweiler-Fröschen
La comunità amministrativa di Thaleischweiler-Fröschen (Verbandsgemeinde Thaleischweiler-Fröschen) era una comunità amministrativa della Renania-Palatinato, in Germania.
Faceva parte del circondario del Palatinato Sudoccidentale.
A partire dal 1º gennaio 2014 è stata unita alla comunità amministrativa di Wallhalben per costituire la nuova comunità amministrativa Thaleischweiler-Wallhalben.

## Suddivisione
Comprendeva 8 comuni:
1. Höheischweiler
2. Höhfröschen
3. Maßweiler
4. Nünschweiler
5. Petersberg
6. Reifenberg
7. Rieschweiler-Mühlbach
8. Thaleischweiler-Fröschen

Il capoluogo era Thaleischweiler-Fröschen.